# 陕西悬钩子
陕西悬钩子（学名：Rubus piluliferus）为蔷薇科悬钩子属的植物，为中国的特有植物。分布于中国大陆的甘肃、湖北、陕西、四川等地，生长于海拔1,100米至2,000米的地区，一般生于山坡及山谷林下，目前尚未由人工引种栽培。